# Frayssinet
Frayssinet is een gemeente in het Franse departement Lot (regio Occitanie) en telt 272 inwoners (2005). De plaats maakt deel uit van het arrondissement Gourdon.

## Geografie
De oppervlakte van Frayssinet bedraagt 16,7 km², de bevolkingsdichtheid is 16,3 inwoners per km².
De onderstaande kaart toont de ligging van Frayssinet met de belangrijkste infrastructuur en aangrenzende gemeenten.

## Demografie
Onderstaande figuur toont het verloop van het inwonertal (bron: INSEE-tellingen).